# Eurystaura
Eurystaura is een geslacht van vlinders van de familie tandvlinders (Notodontidae), uit de onderfamilie Notodontinae.

## Soorten
- E. albipuncta Kiriakoff, 1968
- E. brunnea Janse, 1920
- E. dysstroma Kiriakoff, 1968
- E. erecta Gaede, 1928
- E. flava Gaede, 1928
- E. griseitincta (Hampson, 1910)
- E. obscura Gaede, 1928